# ۲۰۳۹ (میلادی)
۲۰۳۹ (میلادی) ۲۰۳۹مین سال تقویم میلادی است.

## درگذشتگان
‎